# Hilmar Oddsson
Hilmar Oddsson (* 19. Januar 1957 in Reykjavík) ist ein isländischer Regisseur, Drehbuchautor, Filmproduzent und Musiker.

## Leben
Hilmar Oddsson wurde 1957 als erstes Kind des Dramatikers und Theaterregisseurs Oddur Björnsson (1932–2011) und dessen erster Frau Borghildur Thors (* 1933) geboren. Er hat eine jüngere Schwester (* 1958).
Bereits während der Schulzeit an der Menntaskólinn í Reykjavík war er im Theaterclub aktiv. Bis 1986 studierte er an der Hochschule für Fernsehen und Film München.
Im Anschluss entstanden seine ersten Regiearbeiten, für die er auch die Drehbücher geschrieben hatte. 1995 drehte Hilmar Oddsson mit Tränen aus Stein eine Filmbiografie über den isländischen Komponisten Jón Leifs. Neben seinen Spielfilmen wirkte Hilmar Oddsson an der Entstehung von zahlreichen Fernsehbeiträgen, Videoclips und Werbespots mit. Von 2004 bis 2006 war er Vorsitzender der Gilde der isländischen Regisseure (Samtök kvikmyndaleikstjóra).
Neben seiner Arbeit als Filmschaffender ist Hilmar Oddsson auch Musiker. Seit 1973 ist er in der Band Melchior aktiv, in der er für Texte, Arrangements, Keyboards, Gitarre und Gesang verantwortlich ist. Mit der Band veröffentlichte er drei Alben. Für seinen Film Eins og skepnan deyr komponierte er die Filmmusik. 1989 veröffentlichte Hilmar Oddsson das Solo-Album Og augun opnast. Von 1998 bis 2006 war er Mitglied im Vorstand des Isländischen Sinfonieorchesters.
Hilmar Oddsson ist Dekan der isländischen Filmhochschule Kvikmyndaskóli Íslands.
Aus seiner Ehe mit der Schauspielerin Þórey Sigþórsdóttir gingen zwei Kinder hervor, darunter die Schauspielerin Hera Hilmarsdóttir.

## Filmografie (Auswahl)
Regie
- 1986: Eins og skepnan deyr
- 1987: Öskubuska og maðurinn sem átti engar buxur (Fernsehfilm)
- 1995: Tränen aus Stein (Tár úr steini)
- 1998: Sporlaust
- 2004: Kaltes Licht (Kaldaljós)
- 2005: Kallakaffi (Fernsehserie)
- 2009: Desember

Drehbuch
- 1986: Eins og skepnan deyr
- 1987: Öskubuska og maðurinn sem átti engar buxur (Fernsehfilm)
- 1995: Tränen aus Stein (Tár úr steini)
- 2004: Kaltes Licht (Kaldaljós)
- 2010: Hamarinn (Miniserie, Idee)

Produktion
- 2004: Kaltes Licht (Kaldaljós)
- 2009: Le mystère du Snæfellsjökull (Dokumentarfilm)